# Asociación Deportiva y Recreativa Jicaral
Jicaral Sercoba de la Península S.A.D., más conocido como Jicaral Sercoba,  es un equipo profesional de fútbol de la comunidad de Jicaral, perteneciente al distrito de Lepanto, Puntarenas, Costa Rica. Fue fundado en el año 2007. Actualmente juega en la Segunda División de Costa Rica.

## Historia

### Temporada 2016-2017
Para la Temporada 2016-17 al mando del Técnico Ronald Mora logra el título de Apertura 2016 en la Liga de Ascenso tras vencer en la final al Club Sport Uruguay de Coronado.
En el Campeonato de Clausura 2017, logra también llegar a la final de este certamen donde enfrentaría al Municipal Grecia sin embargo los jicaraleños no pudieron ganar la final y tuvieron que jugar dos partidos más para definir al campeón de la temporada también ante el conjunto de Grecia.
En la Final de Liga de Ascenso, cayeron nuevamente ante el cuadro de Grecia y con ello dejaron ir la oportunidad de ascender a la máxima categoría.

### Temporada 2017-2018
Para esta temporada el cuadro de Jicaral logra llegar nuevamente a la final en el Torneo de Apertura 2017, vence al conjunto de la A.D San Carlos.
En el Clausura 2018, su técnico el mexicano Fernando Palomeque, tuvo que renunciar a su cargo debido a problemas familiares que le impidieron mantenerse en el cargo, en el mes de abril, la dirección técnica sería tomada por el exfutbolista argentino Diego Giacone, junto con el técnico Jeaustin Campos quién estaría a cargo de asesorar a Giacone.
El cuadro de Jicaral logró avanzar a la final del Torneo de Clausura tras dejar en el camino al Sporting San José y ahora disputará el título de Clausura nuevamente ante la A.D San Carlos.
En la Final del Clausura 2018, Jicaral cayó en el primer juego por marcador de 2 a 0, en el segundo juego en el Estadio Carlos Ugalde de San Carlos, Jicaral terminó sacando un empate de 3 a 3 sin embargo perdió en el global 3 a 5, por lo que jugará una Final Nacional nuevamente ante la A.D San Carlos por el ascenso a la máxima categoría.

### Temporada 2018-2019
Para esta temporada el cuadro de Jicaral logra llegar nuevamente a la final en el Torneo de Clausura 2019, vence al conjunto de la Asociación Deportiva COFUTPA, con marcador de 0-0 en el partido de ida y 2-1 la vuelta.

### Ascenso a Primera División
Disputó la final Nacional de la Liga de Ascenso contra el campeón del apertura 2018 Asociación Deportiva Guanacasteca (A.D.G) con global 2-1 a favor de Jicaral Sercoba que ascendió al Fútbol de la máxima categoría de Costa Rica por primera vez en su historia el día 2 de junio de 2019.

### Temporada 2021-2022
El club tuvo un inicio de temporada complicado. Debido a los malos resultados culminaron el Apertura 2021 con 20 puntos y en problemas de descenso. El Clausura 2022 fue mejor para los jicaraleños logrando un noveno lugar, pero Guanacasteca, su rival directo respecto al descenso, logró salvar la categoría con un empate 0-0 en Goicoechea en la fecha 22. A pesar de que los peninsulares lograron una gran victoria 4-3 frente a Cartaginés, le fue insuficiente y sentenciando su regreso a la Segunda División de Costa Rica tres años después.

### Torneo de Copa 2025
El conjunto de la Península arrancó su participación en el Torneo de Copa UNAFUT 2025-2026, frente al conjunto de A. D. Rosario de la Segunda B de LINAFA, en la fase de dieciseisavos de Final en una serie de ida y vuelta. El partido de ida se efectuó el 13 de agosto en el Estadio Jorge "Palmareño" Solís donde al final ambos igualaron sin anotaciones. El juego de vuelta se disputará hasta el 27 de agosto en el Estadio de la Asociación Cívica Jicaraleña.

## Estadio
El estadio Asociación Cívica Jicaraleña, es un estadio deportivo ubicado en el caserío de Jicaral, Puntarenas, Costa Rica y es la sede de los encuentras de local de la Jicaral Sercoba. Fue inaugurado en 1981 y en 2019 recibió varias remodelaciones importantes en su infraestructura.
El estadio es propiedad de la Asociación Cívica Jicaraleńa y es la sede de Jicaral Sercoba, que se encuentra en la Segunda División de Costa Rica. Cuenta con capacidad para 1500 aficionados, gramilla natural. Sus graderías son de color celeste y las cuenta por dos sectores del estadio.
En este recinto se han jugado varias finales de la Segunda División donde el equipo local logró su ascenso a la máxima categoría en el 2019 tras vencer a la Asociación Deportiva Guanacasteca.

## CIAR
El equipo cuenta con el Centro Integral de Alto Rendimiento (CIAR), que consta de un total de seis hectáreas.
Conseguido gracias a la venta del jugador Freddy Álvarez al equipo FK Shkupi de la primera división de Macedonia.
El CIAR cuenta con una gramilla de césped natural que es por 105 x 70 metros. La cancha es natural y es igual a la del estadio de la institución. Además, cuenta con porterías móviles para más comodidad y profesionalismo.

## Datos del Club

### Hitos y récords en competiciones nacionales
- Temporadas en 1.ª División: 3
- Temporadas en 2.ª División: 4
- Temporadas en 3.ª División: 6